# Roger Bambuck
Roger Bambuck   (Pointe-à-Pitre, 22 de novembre de 1945) fou un atleta francès, especialista en curses de velocitat, que va competir durant la dècada de 1960. És considerat un dels millors velocistes francesos, sent l'únic que ha ostentat el rècord mundial dels 100 metres, alhora que ha aconseguit el millor resultat d'un francès en aquesta distància als Jocs Olímpics.
El 1964 va prendre part en els Jocs Olímpics d'Estiu de Tòquio, on va disputar dues proves del programa d'atletisme. En ambdues quedà eliminat en sèries. Quatre anys més tard, als Jocs de Ciutat de Mèxic, va disputar tres proves del programa d'atletisme. Va guanyar la medalla de bronze en els 4×100 metres, formant equip amb Jocelyn Delecour, Claude Piquemal i Gérard Fenouil, mentre en els 100 i 200 metres fou cinquè.
En el seu palmarès també destaquen tres medalles al Campionat d'Europa d'atletisme de 1966, d'or en els 200 i 4x100 metres i de plata en els 100 metres; així com vuit campionats nacionals, dels 100 i 200 metres els anys 1965, 1966, 1967 i 1968. El 1968 igualà el rècord del món dels 100 metres en córrer la distància en 10", primera i única vegada que un francès ho aconsegueix en aquesta distància. També aconseguí el rècord d'Europa dels 200 i del 4x100 metres.
A la fi dels Jocs de 1968 decidí retirar-se de l'atletisme per centrar-se en els seus estudis. El 1988 va ser nomenat secretari d'Estat de Joventut i Esports al govern de Michel Rocard, càrrec que va ocupar fins al 15 de maig de 1991. Va participar en la creació de la llei antidopatge francesa de 28 de juny de 1989.

## Millors marques
- 100 metres. 10.0" (1968)
- 200 metres. 20.4" (1967)[4]